# Розсохівський заказник
Розсохівський — ботанічний заказник місцевого значення. Об'єкт розташований на території Народицького району Житомирської області, село Розсохівське.
Площа — 10 га, статус отриманий у 1991 році.